# Lisofosfatidilcolina
Una lisofosfatidilcolina in senso stretto è una fosfatidilcolina nella quale uno dei residui di acido grasso è stato idrolizzato (tipicamente dalla fosfolipasi A2) sul carbonio in posizione 2 di un residuo di glicerolo; da questa reazione si forma una molecola di 2-lisofostatidilcolina. Una reazione analoga, che però è catalizzata dall' enzima fosfolipasi A1, coinvolge il carbonio in posizione 1 del residuo di glicerolo e genera una molecola di 1-lisofosfatidilcolina.
A una reazione di questo tipo può fare seguito un'idrolisi (ad opera di una lisofosfolipasi) del residuo di acido grasso presente sulla neocostituita lisofosfatidilcolina; ciò determina la formazione dell'α-glicerofosforilcolina.
In pratica, comunque, il termine "lisofosfatidilcolina" viene usato quasi sempre in modo antonomastico per indicare la 2-lisofosfatidilcolina. Inoltre, la 2-lisofosfatidilcolina e l'1-lisofosfatidilcolina vengono spesso chiamate lisolecitine.

Formula di struttura della fosfatidilcolina
Formula di struttura della 2-fosfatidilcolina (anche detta 2-lisolecitina)
Formula di struttura della 1-fosfatidilcolina (anche detta 1-lisolecitina)
Formula di struttura dell'α-glicerofosforilcolina (anche detta glicerolo-3-fosfocolina)